# 卡廷大屠殺

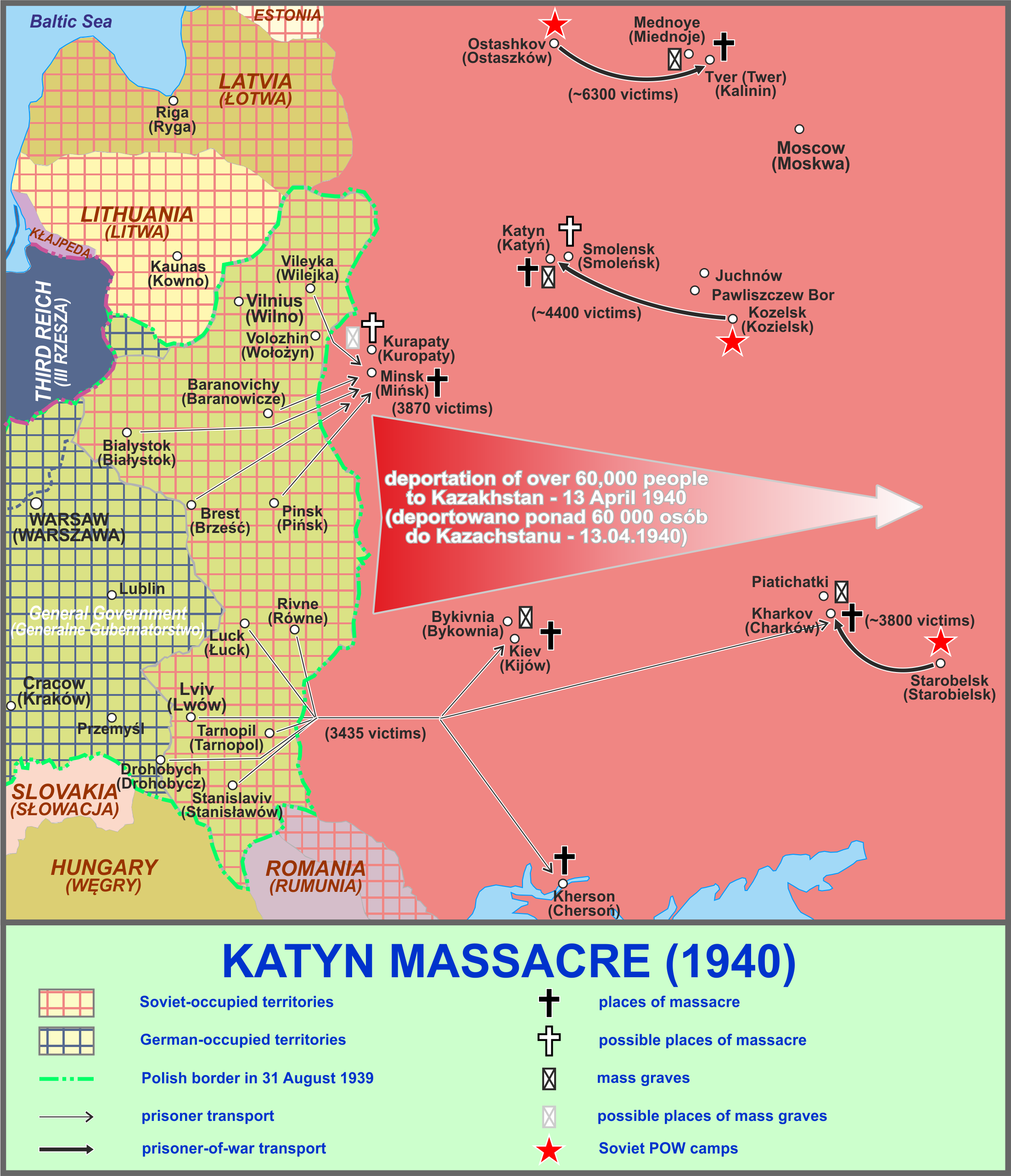
Map of the sites related to the Katyn massacre

卡廷大屠杀，又称卡廷森林大屠杀、卡廷事件或卡廷惨案（波蘭語：zbrodnia katyńska），是苏联秘密警察机关内务人民委员部在苏联共产党中央政治局的批准下，于1940年4月至5月间对蘇聯入侵波蘭時俘虏的波兰战俘、知识分子、警察及其他公务员进行的有组织的大屠杀。此次屠杀起源于拉夫连季·贝利亚的关于处决所有波兰军官成员的提议，正式文档于1940年3月5日由包括总书记约瑟夫·斯大林在内的苏共中央政治局签署批准。遇害人数估计约为22,000人，最常见的数字为21857人。波兰议会认为这起事件是苏联对波兰人所进行的种族灭绝。
屠杀发生在卡廷森林、加里宁（今特维尔）、哈爾科夫等地。 受害者中约8,000人是1939年苏联入侵波兰的战俘，其余则是被指控为“情报人员、宪兵、破坏者、地主、工厂主、牧师及官员”而遭逮捕的平民。 由於波兰的征兵制度规定除非获得当局豁免，所有大学毕业生必須服兵役，接受后备军官培训，苏联得以捕获大批波兰知识分子，其中还包括波兰籍的犹太人、俄罗斯人、乌克兰人、格鲁吉亚人、鞑靼人、白俄罗斯人以及基督教徒和穆斯林。
卡廷大屠杀具体发生在位于卡廷森林（俄罗斯斯摩棱斯克以西约19公里，临近卡廷和格涅兹多沃的村庄）的科泽利斯克战俘营。在苏共中央总书记斯大林的命令下，除在卡廷森林外，同时发生的屠杀还有在斯塔洛柏斯克和奥斯塔什科夫战俘营的处决战俘行动以及发生在西白俄罗斯和西乌克兰的处决政治犯行动。处决地点包括设于斯摩棱斯克的内务人民委员部总部、当地一个屠场，以及加里宁、哈爾科夫、莫斯科等苏联城市的监狱。在这些屠杀之中，卡廷大屠杀规模最大。现代波兰对卡廷大屠杀的调查覆盖上述所有的屠杀。
1941年，德军入侵蘇聯並推進占领卡廷森林。1943年，納粹德國宣佈在卡廷森林发现集体墓地。德国的揭发，致使设于伦敦的波兰流亡政府与苏联断绝外交关系。
苏联官方一直否认卡廷大屠杀，直到1990年时任波兰总统雅鲁泽尔斯基访问苏联时，蘇聯官方才承认内务人民委员部实施并隐瞒了卡廷大屠杀。但近年来，俄罗斯方面又出现了再次否认此次大屠杀的迹象。

## 背景

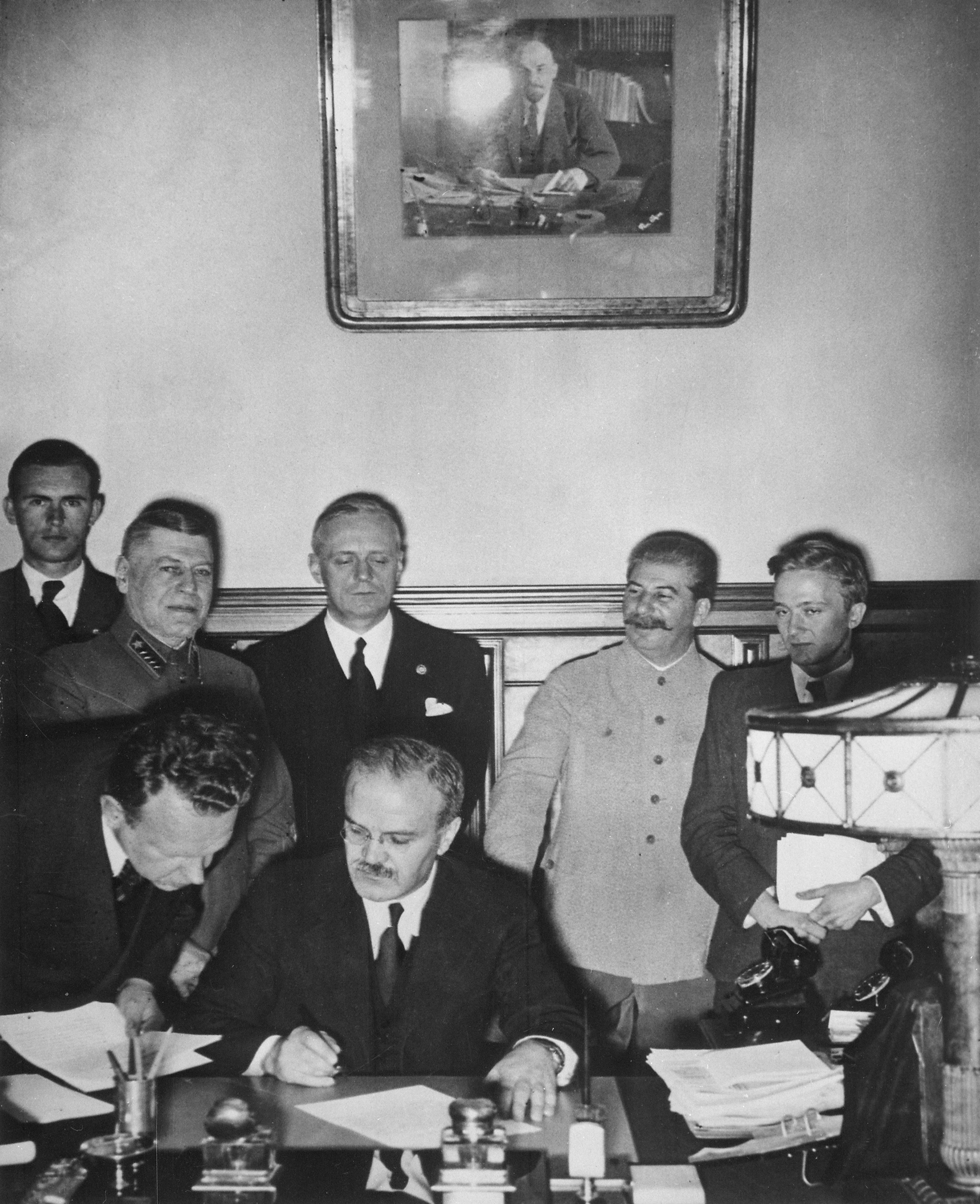
维亚切斯拉夫·莫洛托夫签署《苏德互不侵犯条约》。其后为约阿希姆·冯·里宾特洛甫和约瑟夫·斯大林。

卡廷惨案是波俄两国一系列历史纠纷的延续。波俄两国历史上发生过多次冲突和战争，其中尤以波苏战争为甚。
1919年2月－1921年3月，苏俄与波兰第二共和国为扩张领土和影响力，爆发波苏战争。1920年，波兰在协约国和罗马教廷支持下向东扩张，红军在华沙战役中完败。1921年3月18日缔结的里加条约让波兰获得了西白俄罗斯和四分之一个乌克兰。
12－13万苏维埃战俘于1919－1921年间被关押在波兰，其中的65,000到70,000回到了俄国，超过6,000人成为了白卫军，2,000人成为波兰居民并加入国籍。根据波兰和俄罗斯两国的国家档案机构共同出版的文献，约有18,000至20,000名红军战俘在1919－1922年间死亡。同时，也有18,000至20,000名波兰战俘在苏联战俘营死亡。
1939年9月1日，纳粹德国与斯洛伐克入侵波兰，在半个月后的9月17日，苏联根据《苏德互不侵犯条约》的秘密协定，宣称波兰政府已经无力控制国内局势，《波苏互不侵犯条约》失效。同日苏联红军从东方侵入波兰。起先英国、法国与波兰缔结了英波同盟和法波同盟以防范德国的入侵，这一目的失败后，英国、法国及英联邦其他成员国不得不对德国宣战。但除了法国的萨尔攻势外，几乎未给波兰提供军事支援。这一举动被称为“假战”和“西方盟国的背叛”。
由于波兰军队收到命令避免与苏军交战，苏军得以迅速推进，途中几乎未遭遇抵抗。期间有250,000到454,700名波兰士兵和警察被苏联当局俘虏并扣押。許多人马上被释放或自行逃脫，125,000人被送交内务人民委员部。内务部於1939年10月释放了42,400名波蘭士兵，大部分是烏克蘭裔和白俄羅斯裔。大约有170,000名在波兰部队中服役的乌克兰和白俄罗斯士兵被释放。43,000名生于西波兰的战俘被转交给德国。根據一份1939年11月19日的報告，内务人民委员部手中共掌握有40,000名波兰战俘：约8,500名军官和准尉、6,500名警官、以及25,000名士兵和士官。
波兰国家记忆研究院粗略估计： 有320,000名波兰公民在苏联被放逐。国家记忆研究院估计在第二次世界大战期间，苏联统治下的波兰公民死亡人数达150,000人，其中，纳粹占领军扶持的乌克兰民族主义武装制造的瓦莱尼亚与东加利西亚波兰人大屠杀约杀害了6万－10万西乌克兰的波兰裔人员。1940－1941年间，有10,000－12,000名波兰人（主要为战俘）被送往科累马地区，其中仅583人幸存，幸存者于1942年被释放并加入了波兰东部武装力量。根据古拉格特别移民局的记录：从1940年2月－1941年6月之间，共有381,000名来自波兰东部被兼并区域（Kresy）的波兰公民被作为“特别交换人群”放逐。战争期间和1944年以后，共有570,387名波兰公民遭受到苏联当局各种形式的政治迫害。
早在9月19日，苏联内部事务人民委员和国家安全第一委员拉夫连季·贝利亚指示内务部成立战俘事务管理局（俄语：Главное управление по делам военнопленных и интернированных НКВД/МВД СССР, ГУПВИ, GUPVI）以管理波兰战俘。内务部从军队手里扣押了波兰战俘，同时开始着手组织一个收容中心和运输营的网络，并安排了通往苏联西部战俘营的铁路运输。其中最大的战俘营位于科泽利斯克（奥普提纳修道院）、奥斯塔什科夫（谢利格尔湖上斯托尔布伊岛，靠近奥斯塔什科夫）和斯塔洛柏斯克。其他战俘营分别位于尤赫诺沃（巴贝尼诺火车站）、于哲（塔里西）、泰尤基诺火车站（普季夫利外90公里）、科泽利斯契纳、奥兰基、沃洛格达（热奥尼基沃火车站）和格里亚佐维茨。

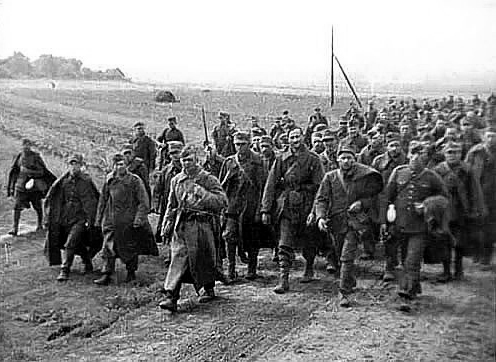
苏联入侵波兰期间，波兰战俘被苏联红军俘获

科泽利斯克和斯塔洛柏斯克主要用于关押军官，奥斯塔什科夫主要用于关押波兰侦察童军、国家宪兵、警察和监狱官员。这些战俘营里的囚犯并非只为军官及相关组织成员，还包括波兰知识分子。几个战俘营的人员分布大致如下：科泽利斯克5,000人；奥斯塔什科夫6,570人；斯塔洛柏斯克4,000人，共有15,570人。
从1939年10月到1940年2月期间，波兰战俘遭受了漫长的审讯和内务部官员瓦西里·扎鲁宾等人持续性的政治鼓动。战俘们原以为自己很快就会被释放，但实际上对他们的面试是一个选择程序：决定哪些人可以活下而哪些人要去死。根据内务部的报告，如果战俘无法被引导出亲苏联的态度，他们将被宣布为“苏维埃政权的死硬敌人”。
1940年3月5日，根据贝利亚写给斯大林的备忘录，４名苏联共产党中央政治局成员——总书记约瑟夫·斯大林、总理维亚切斯拉夫·莫洛托夫、国防部长克里门特·伏罗希洛夫、阿那斯塔斯·米高扬签署命令，决定处决关押在西乌克兰和西白俄罗斯战俘营里25,700名波兰“民族主义者和反革命分子”。对于屠杀命令的理由，历史学者格哈特·温伯格认为斯大林的目的是通过大规模处决其军事人才的方法，来削弱一个潜在的未来波兰的军事实力： “有人提出过，这种恐怖行径的目的是为了让德国安心，以确信苏联的反波兰政策。这种解释不足为信，因为苏联当局始终将屠杀行为对容易对此事引起注意的德国政府保密……一个更可信的解释是……屠杀应该被看做对未来的展望：波兰将再次出现在苏联的西方边界上。既然无论如何它都要保住东部，斯大林可能确认，任何重生的波兰都不会是友好的。在这种情况下，大规模削弱它的军事和技术菁英分子可以有效地削弱波兰。”

## 处决

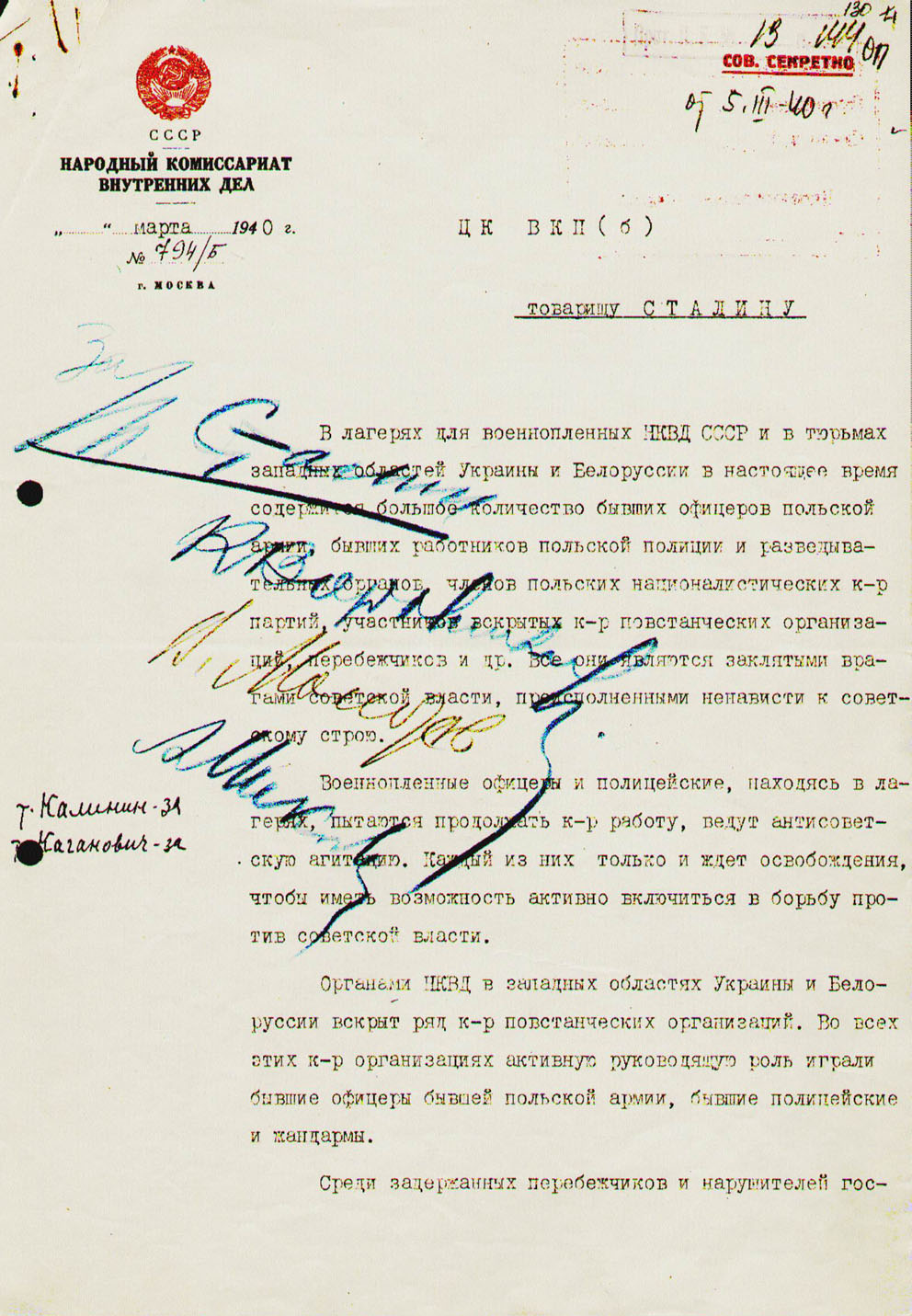
拉夫连季·贝利亚在1940年3月5日给约瑟夫·斯大林的的文件备忘录中，提议处死波兰军官。

根据1990年苏联解密档案的内容，证实了在1940年4月3日到5月19日期间，有21,857名波兰战俘在不同刑场中被杀：14,552人来自俄罗斯的三个主要战俘营，7,305人来自白俄罗斯和乌克兰西部。其中科泽利斯克营4,421人、斯塔洛柏斯克营3,820人、奥斯塔什科夫营6,311人、白俄罗斯和乌克兰其他拘留所7,305人。由内务部战俘事务部门首脑彼得·卡尔波维奇·索普鲁年科少校组织在卡廷和其他地方，对波兰军官实施“挑选”。
据不完全统计，在卡廷被屠杀的人包括一名海军上将、2名陆军上将、24名陆军上校、79名陆军中校、258名陆军少校、654名陆军上尉、17名海军上尉、3,420名士官、7名随军牧师、3名地主、1名亲王、43名官员、85名士兵、131名难民。此外，遇害者中还包括20名大学教授（可能包括数学家斯特凡·卡茨馬爾茲）、300名医生、几百名律师、工程师、教师、100多名作家和记者以及200名飞行员。总共一半的波兰官员被内务部处决。屠杀期间，总共有14名波兰将军遭到杀害：列昂·比尔勒维茨（已退役）、布罗尼斯瓦夫·博哈季勒维茨（已退役）、沙维利·切尔尼茨基（海军上将）、斯坦尼斯瓦夫·哈勒（已退役）、亚历山大·科瓦莱夫斯基（已退役）、亨里克·明凯维茨（已退役）、卡齐米日·奥尔利克－武科斯基、康斯坦丁·普利索夫斯基（已退役）、鲁道夫·普利希（在利沃夫被害）、弗朗西斯泽克·西科尔斯基（已退役）、伦纳德·斯基尔斯基（已退役）、彼得·斯库拉托维茨、米奇斯瓦夫·斯莫拉文斯基和阿洛伊齐·威尔－科纳斯（死后被晋升）。仅有395名战俘不予殺害，幸存者有斯坦尼斯瓦夫·斯维亚涅维茨和约瑟夫·恰普斯基。他们被带到了尤赫诺夫营，随后又被转移至格里亚佐维茨。
余下的战俘高达99%后来被杀害。科泽利斯克营里的战俘被大规模屠杀于斯摩棱斯克郊外的卡廷森林；斯塔洛柏斯克营的战俘被杀害于哈尔科夫内务部的内部监狱，尸体被掩埋在皮亚季哈特卡村；奥斯塔什科夫营的警官被杀害于加里宁（特维尔）的内务部内部监狱，尸体被掩埋在梅德诺耶。约3,000到4,000名被关押在乌克兰和白俄罗斯监狱中的波兰籍战俘杀害后被分别掩埋于库洛帕蒂和比基夫尼亚。约瑟夫·多夫波尔－穆斯尼茨基将军的女儿雅尼娜·莱万多夫斯卡为卡廷屠杀受害者中唯一的女性。
根据内务部加里宁地区前首脑德米特里·托卡列夫提供的信息细节，枪杀处决从夜晚开始到次日黎明结束。首次战俘运送始于1940年4月4日，当日共运载了390人，行刑人员发现在一个晚上之内处决这么多人是一件十分费力的事情，於是之后的输送从未超过250人。处决通常由莫斯科提供的德制7.65mm瓦尔特PPK手枪完成，也使用7.62x38R納甘M1895左輪手槍。 行刑人员更多的使用德制武器而不是苏联标准的左轮手枪，据说是因为处决了几十个人后，后者被发现有太大的反冲力，会给射击者带来痛苦。内务部首席行刑员瓦西里·米哈伊洛维奇·布洛欣可能是有史以来最著名的刽子手，据称他在1940年4月的28天之内亲手射杀了加里宁监狱奥斯塔什科夫营中的7,000名战俘，其中有些人只有18岁。
屠杀进行得有条不紊。受刑者的个人信息被检查后，接着他被拷住双手带进一个毛垫毡门的封闭小房间内。枪杀的声音会被整夜大音量的机器噪音（可能是风扇）所掩盖。被带入小房间后，受害者会立刻被从后脑枪杀。尸体随后会从对门搬出，被转移到五六个等候着的卡车内。然后下一个受刑者被带入。处决进程除五一劳动节放假以外，几乎每夜都在进行。
处决计划完成后，依然有超过22,000名前波兰士兵在内务部的劳改营中。根据贝利亚的报告，到1940年11月2日为止他的部门共掌握有2名将军、39名中校和上校、222名上尉和少校、691名中尉、4,022名准尉和士官、以及13,321名在波兰战役中被俘的入伍者。此外还有在苏联吞并立陶宛中被俘的3,300名波兰士兵。

## 发现

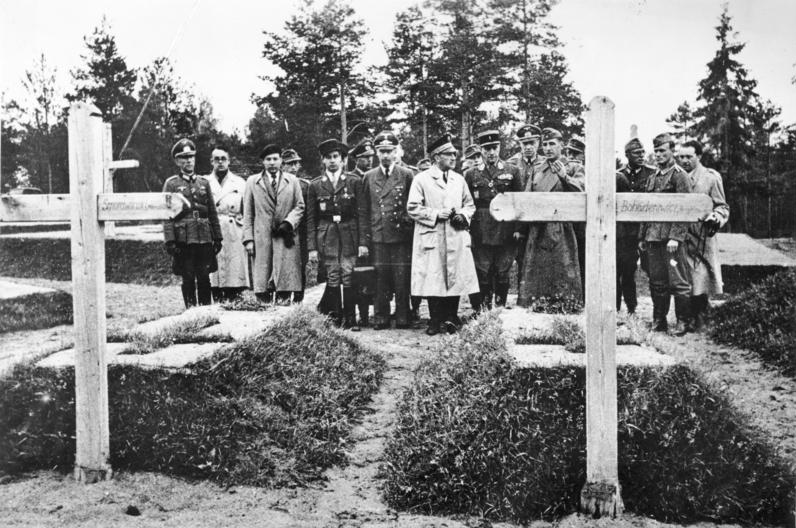
维希法国部长费尔南·德·布里农于1943年在卡廷的米奇斯瓦夫·斯莫拉文斯基将军和布罗尼斯瓦夫·博哈季勒维茨将军墓前

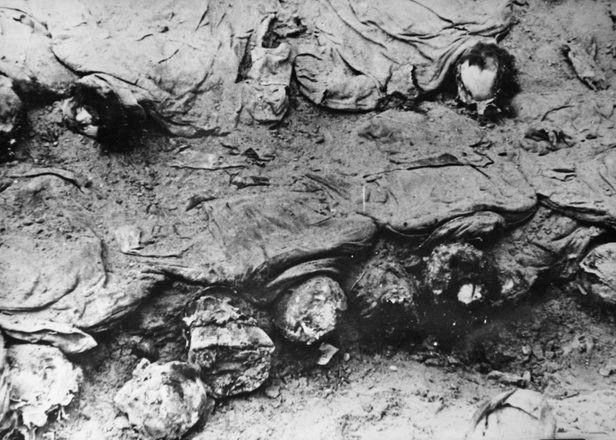
1943年卡廷尸体发掘现场。照片由波兰红十字会拍摄。

惨案在1941年6月纳粹德国入侵苏联后开始渐渐浮现，当时波兰流亡政府与苏联政府签署了西科尔斯基-迈斯基协定共同对抗纳粹德国，并且在苏联境内组建了一支波兰军队。当波兰将军弗拉迪斯拉夫·安德尔斯开始组建这支军队时，他要求获得这些失踪的波兰军官的消息。在一次个人的会面中，斯大林告诉他和波兰流亡政府总理瓦迪斯瓦夫·西科尔斯基：所有被囚禁的波兰战俘都被释放了，但人数已无法统计，因为他们在满洲“失踪”了。

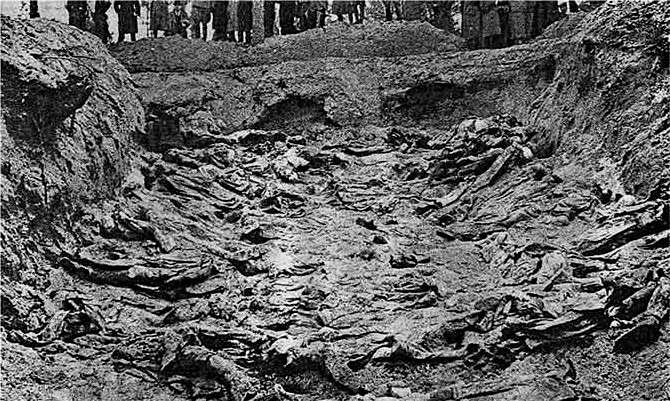
位于卡廷的万人坑之一

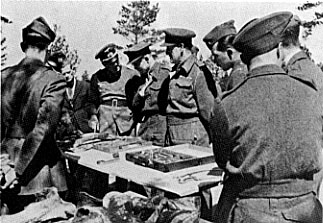
英国和美国军官（战俘）被德国带往参观惨案发掘现场

1942年，波兰铁路工人在卡廷发现了大量的尸体，并且将此事报告给了波兰地下国。这个消息却被忽视了，人们拒绝相信会有如此多的死尸。失踪战俘的命运依然不为人知，直到1943年4月，鲁道夫-克里斯托夫·冯·格斯多夫手下的納粹軍隊在卡廷附近山羊山的森林中发现了4,243具波兰军官尸体。纳粹德国宣传部长约瑟夫·戈培尔认为这个发现可以作为一个极好的离间波兰、苏联与西方关系的手段。4月13日，柏林电台向全世界广播了德国在斯摩棱斯克附近卡廷森林的发现：“一个深沟……28米长，16米宽，里面有3,000多具波兰军官的尸体，被堆积成12层。” 这个广播控诉苏联在1940年进行大屠杀的罪行。
德国成立了由12名分别来自比利时、保加利亚、丹麦、芬兰、法国、意大利、克罗地亚、荷兰、罗马尼亚、瑞典、斯洛伐克、匈牙利的外国专家组成的调查委员会，对卡廷惨案进行了调查。二战结束后，除了保加利亚和捷克以外的所有专家都重申他们在1943年发现了苏联的罪行。卡廷屠杀的揭发败坏了苏联的名誉，使纳粹德国从中受益。戈培尔于1943年4月14日在他的日记中写道：“我们现在正利用苏联国家政治保卫局（GPU）杀害12,000名波兰军官这一发现，以庄重的风格进行反布尔什维克宣传。我们让中立方的新闻记者和波兰知识分子到他们所发现的现场去，他们从前面带给我们的报道是令人恐怖的。元首已经特许我们可以散布重大的新闻发现给德国媒体，我下令对宣传材料进行最大可能的使用，我们将应该能在几个星期内靠它过活。” 德国成功的向世界揭露了苏联政府的阴暗面，并简洁的描绘出共产主义怪物在西方文明世界中横冲直撞的景象。而且西科尔斯基的不安也威胁到了同盟国和苏联的关系。
苏联政府迅速否认了德国的指控，并宣称：波兰战俘原于西斯摩棱斯克从事建设工作，结果在1941年8月被入侵的德军俘获并处决。苏联信息部针对4月13日德国广播的内容，于4月15日作出了回应：“……1941年在西斯摩棱斯克从事国家建设工作的波兰战俘们……落入了德国法西斯刽子手的魔爪之中……”
德国广播信号被英国布莱切利园截获并破译，盟军得以获知纳粹发现万人坑的消息。德国专家和国际委员会在调查了卡廷的尸体并获取物证，证明卡廷屠杀发生于1940年初，此时这里依然处于苏联的控制之下。
1943年4月，波兰流亡政府坚持在谈判桌上要求苏联给出解释，并请国际红十字会调查此事。不巧的是，就在波兰流亡政府向国际红十字会提交书面申请的前一个小时，德国方面也递交了同样的一份申请书，于是斯大林指责流亡政府与纳粹德国合作，在4月26日断绝了双边关系，并开始让西方同盟者承认由苏联支持的政府波兰爱国者同盟，该组织由共产主义者万达·瓦西莱夫斯卡领导，总部位于莫斯科。而西科尔斯基毫不让步的立场也加深西方盟国和苏联关系的裂痕，7月4日西科尔斯基视察完部署在中东的波兰军队后返回时，在直布罗陀遭遇空难，飞机刚刚起飞不到16秒，就坠落大海，西科尔斯基和他的女儿，以及参谋长一起遇难。

### 苏联的行动
戈培尔得知德军即将撤出卡廷地区后，在他1943年9月29日的日记裡写道：“不幸的是我们不得不放弃卡廷。毫无疑问的布尔什维克很快会‘发现’我们枪决了12,000多波兰军官。这个小插曲在将来会给我们带来不小的麻烦。苏联无疑会如其所愿的发现一个又一个墓地，然后把这些归罪于我们。”
当苏联红军重新占领斯摩棱斯克并控制了卡廷地区后，内务人民委员部立刻着手对屠杀事件进行掩盖。德国准许波兰红十字会修建的墓地被摧毁，证据被消除。1944年1月，苏联成立了“波兰战俘被德国法西斯侵略者于卡廷森林所枪杀事件认定和调查特别委员会”由苏联医学科学院院长尼古拉·布尔坚科领导重新调查此事，该委员会不允许外国人加入。“布尔坚科委员会”在发掘尸体后做出总结：所有的枪杀都是由德国占领军于1941年秋天所完成的。委员会的报告总结中列出一串物品，据称是在尸体上发现的金手表、信件和肖像等东西，这些物品的日期记录是在1940年11月到1941年6月之间。这与德国方面称波兰战俘于1940年上半年被苏联杀害的宣传矛盾。

### 西方的反应
英国首相温斯顿·丘吉尔在私下里同意卡廷惨案更像是苏联所为。根据波兰流亡政府外交部长爱德华·拉钦斯基伯爵的记录，丘吉尔在1943年4月15日与西科尔斯基将军的对话中说：“唉，德国所披露的大概是真的，布尔什维克是很残忍的。” 然而在几乎同时的1943年4月24日，丘吉尔向苏联确保：“我们必须坚决有力的反对国际红十字会和其他组织在德国统治区下进行的任何‘调查活动’。这些调查将成为一种欺骗，它的结论是由恐怖统治所给出的。” 在英国非官方和机密文件的结论中，苏联的罪行“几乎可以确定”，但看起来与苏联保持同盟关系比道德问题更为重要，故英国官方支持苏联的版本，并对与其相矛盾的言论实施审查。丘吉尔的战后记录中对卡廷事件的描述是简短的，在回忆录中他引用了1944年苏联指控德国屠杀的调查，还写道：“相信哪一种说法，似乎得看信仰什么了。”
美国也采取了相同的策略，尽管有两组官方情报人员的关于卡廷惨案报告跟政府立场相互抵触。1944年美国总统富兰克林·罗斯福派遣海军中尉指挥官乔治·厄尔为特使前往巴尔干，通过保加利亚、罗马尼亚的联系人搜集关于卡廷的信息。厄尔的结论是卡廷屠杀是苏联人幹的。罗斯福跟美国战争信息办公室领导艾尔默·戴维斯商讨之后，拒绝承认这个结论（官方的），并宣布他已经确信卡廷屠杀是纳粹德国的责任，并下令压制厄尔的报告。当厄尔正式要求官方获准他公开发表他的发现时，总统对他下达了书面禁令。厄尔被调职去了美属萨摩亚渡过了剩余的战争岁月。
1945年，一份支持相同结论的报告被提出后遭到压制。1943年，两位美军战俘唐纳德·B·斯图尔特（Donald B. Stewart）中校和约翰·H·范弗利特（John H. Van Vliet）上校被德国带到卡廷去参加国际新闻会议。1945年，范弗利特写了一份报告称苏联而非德国应为卡廷屠杀负责。他将报告递交给乔治·马歇尔将军的情报部门首席助理克莱顿·比塞尔少将，可比塞尔却将其销毁。在1951年到1952年间的调查中，比塞尔在美国国会前为自己的行为辩护，称使一个击败日本的盟友陷入难堪，这么做不符合美国的利益。

## 审判进程

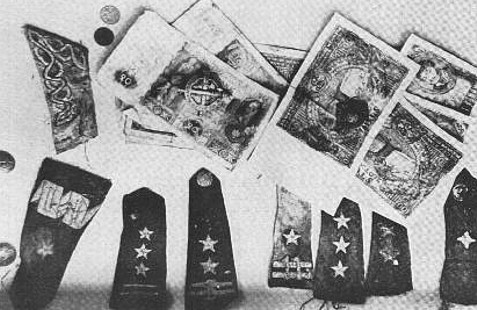
从万人坑中找出的波兰纸币和肩章

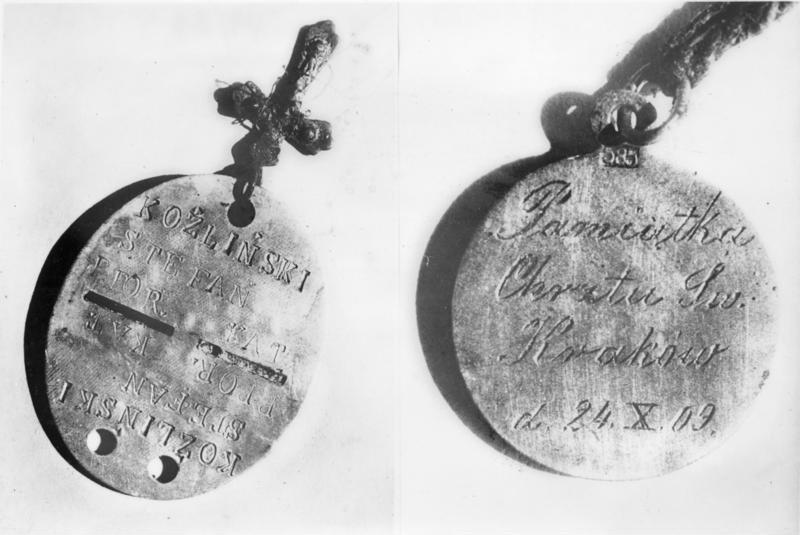
从万人坑中发掘的军队身份识别牌和基督教奖章，上面的铭文是：“圣洗纪念，1909年10月24日，克拉科夫”

从1945年12月28日到1946年1月4日之间，有7名德意志国防军军人在列宁格勒接受了苏联军事法庭的审判。其中一名叫阿诺·迪耶（Arno Diere）的人被指控用机枪杀害苏联村民，他承认了自己曾经参与卡廷惨案中掩埋1.5－2万名波兰战俘尸体的工作（但没有参与处决），由此他被免于死刑而改判15年劳役。他的招供充满荒谬之处，也没有作为苏联的原告方证人出席纽伦堡审判。在1954年的一份记录中迪耶撤回了之前的说法，他声称自己是被调查人员逼着招供的。这跟他列宁格勒审判时的大部分声明相反，只有迪耶被指控跟卡廷屠杀有关联。
在纽伦堡审判之前的伦敦会议上对德国的战争罪行提出控诉时，苏联代表要求加入“于1941年9月杀害了斯摩棱斯克附近的卡廷的925名波兰军官战俘”，美国代表同意包括此提议，但对此表示“尴尬”（此提案没有被广泛讨论），并总结说这将由苏联方面决定。 在1946年的审判中，苏联将军罗曼·鲁登科提出诉讼：“德国法西斯侵略者在斯摩棱斯克附近的卡廷森林屠杀波兰战俘，这是一项需要为之负主要责任的重大战争罪行之一。” 但这项指控由于美国和英国的审判员驳回而遭到失败。 此次审判的目的并非在于判断是德国还是苏联应为此罪行负责，把罪责归因于某一方，这并非是此次审判能做到的。

### 冷战时代的观点
1951年到1952年期间在朝鲜战争的背景之下，美国国会组织了由众议员雷伊·马登为主席的“马登委员会”去调查卡廷屠杀事件。结果认为波兰战俘是被苏联杀害的。委员会还提议苏联应被送上国际法庭审理。尽管如此，罪行责任问题在西方世界依然饱含争议，铁幕之后也是如此。在20世纪70年代末英国的冷战政治气候下，对1940年（而非1941年）的受害者的纪念活动会被责难为挑拨举动。1969年苏联在白俄罗斯一个之前叫哈廷的村庄建立了一座战争纪念碑，以纪念1943年纳粹德国曾经将整座村庄及村民焚毁和杀害的惨案（哈廷惨案），此举被推断为故意使其于卡廷惨案相混淆。这两个名字在很多语言裡是相似甚至相同的，以至于经常被弄混。
在波兰，为了和苏联的宣传相和谐，亲苏联的政府掩盖了卡廷屠杀的信息，并对可能唤醒此事件的信息源头实施慎重的审查。卡廷在波兰成为一个禁忌的话题，不仅仅是政府审查压制了所有相关内容，甚至提及它都是危险的。卡廷被从波兰官方历史中擦除，但却没有被从历史的记忆中擦去。1981年，波兰团结工会建立了一座上面刻有“卡廷，1940”几个字的纪念碑，但被警察所取缔，后被修改为：“献给波兰士兵——希特勒法西斯的受害者——在卡廷的沃土下长眠”。不过在每年的诸灵节上，总会有类似的纪念碑十字架出现在波沃斯基公墓以及很多波兰的其他地区，直到警察整夜将其拆除为止。卡廷在共产波兰下依然是一个政治禁忌，直到1989年的东欧剧变到来。

## 揭发

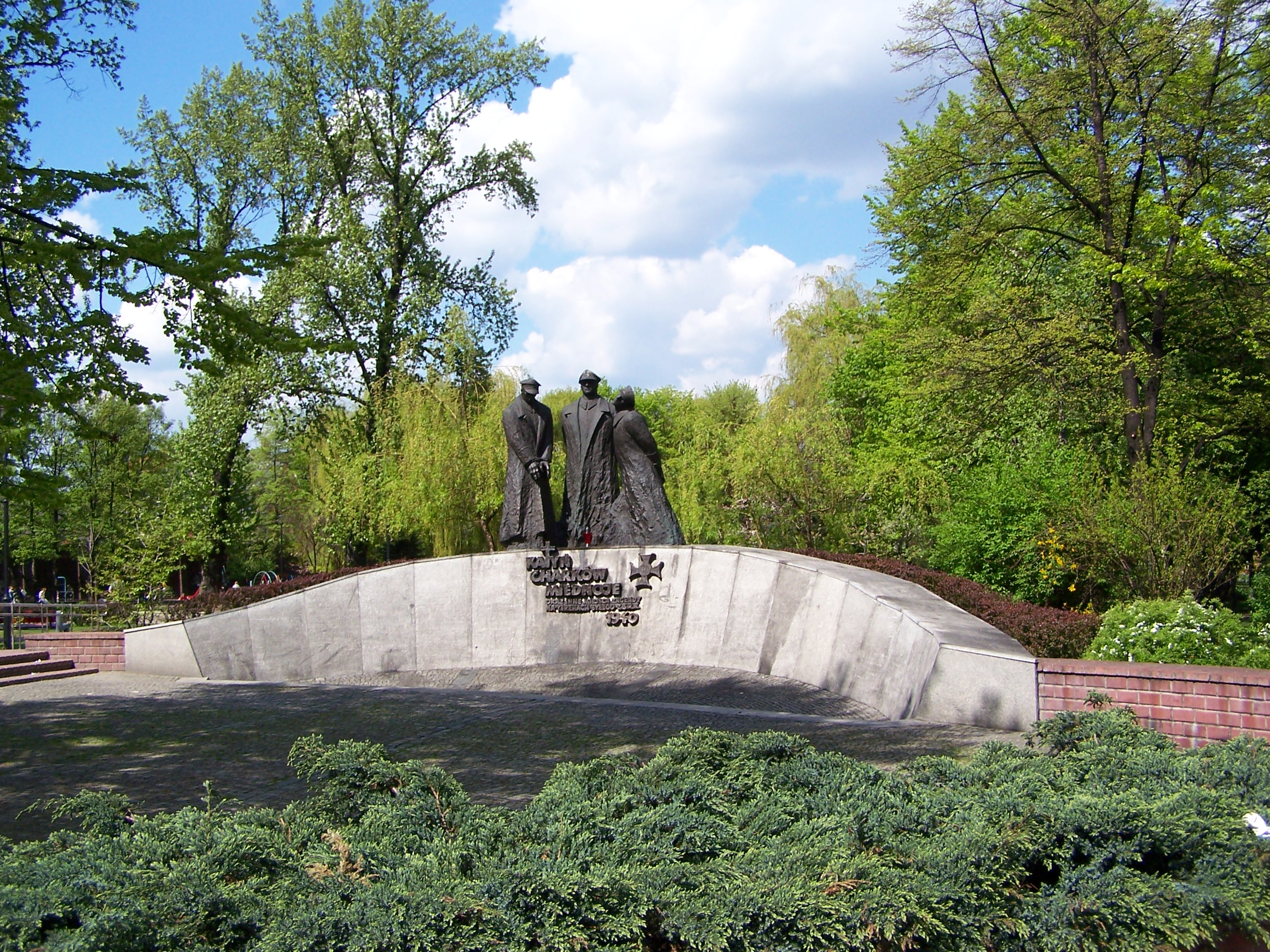
波兰卡托维兹的卡廷受害者纪念碑。铭文：“在卡廷、哈尔科夫、梅德诺耶和其他地点被害于苏联1940年。”

20世纪80年代末，社会压力不仅仅指向波兰政府，而且对苏联也同样如此。波兰学者试图把卡廷惨案加入1987年波苏联合委员会的日程中去，以调查被监管之中的波兰和俄罗斯的历史小插曲。1989年，苏联学者披露约瑟夫·斯大林确实下达了屠杀命令。1990年，苏共中央总书记米哈伊尔·戈尔巴乔夫承认是苏联内务人民委员部处决了波兰战俘，同时确认了两个除卡廷之外的掩埋地点：梅德诺耶和皮亚季哈特卡。
1989年10月30日，戈尔巴乔夫同意由一个叫“卡廷受害者亲属”的团体组织的一个几百人的代表团参观卡廷纪念碑。代表团还包括了前美国国家安全顾问兹比格涅夫·布热津斯基。牧师为死者举行了安魂弥撒，布置了和平运动的横幅旗帜。一位悼念者将一个写着“NKVD”（内务人民委员部）的符号固定在纪念碑上，盖住了原来碑文上“Nazis”（纳粹）字样，现在成了：“纪念1941年被内务部杀害的波兰军官。”几个纪念者测量了由附近克格勃布置的围栏，把点燃的蜡烛摆放在地上。布热津斯基致词说：
不是个人伤痛带我到这里来的，而这里的多数人正是由此而来，其实还是对卡廷这一标志性时刻的见证。被折磨致死的俄罗斯人和波兰人，共眠于此。对我来说十分重要的是，真相在它原本发生的地方被公之于世，只有真相能使新的苏联领导同斯大林和内务部的罪行划清界限，只有真相能作为苏联和波兰人民真正友谊的基础。真相将会为它自己找到道路，我始终坚信于此，我今天能够来到这里，这就是最好的证明。
布热津斯基进一步讲到：
苏联政府允许我来到这里——而且苏联知道我的政治观点，这是苏联经济改革所代表的对斯大林主义有象征意义的决裂。
他的讲话被苏联电视台广泛播出。在仪式上他献上了一束红玫瑰，上面分别有用波兰语和英语钢笔手写的字样：“献给斯大林和内务部的受害者。兹比格涅夫·布热津斯基。”
1990年4月13日的卡廷万人坑发现47周年纪念日上，苏联官方正式表达“深切的歉意”，并承认苏联秘密警察机关应为此事负责。这一天被宣布为世界卡廷纪念日（波蘭語：Światowy Dzień Pamięci Ofiar Katynia）。
在波兰人和美国人于1991年至1992年间发现了更多的证据之后，俄罗斯联邦总统鲍里斯·叶利钦将最高机密档案的“第一卷”转交给了新任的波兰总统莱赫·瓦文萨。在档案之中发现了拉夫连季·贝利亚于1940年3月5日提议 处决25,700名西乌克兰和白俄罗斯的科泽利斯克营、奥斯塔什科夫营、斯塔洛柏斯克营中的波兰战俘，和斯大林（以及其他人）的签字；1940年3月5日政治局下达枪杀命令的摘录；还有克格勃头目亚历山大·谢列平于1959年3月3日写给苏共中央第一书记尼基塔·赫鲁晓夫的报告，核实了被枪杀的总人数为21,857人，并建议将这些人的个人档案全部销毁。

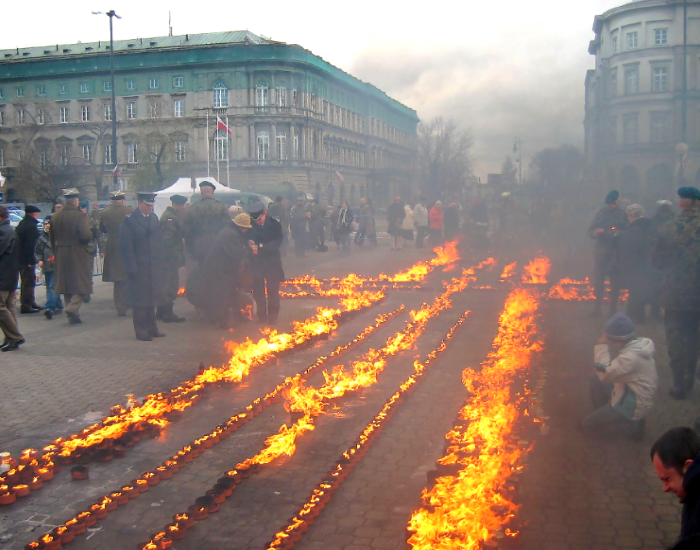
2007年11月10日在华沙毕苏斯基广场举行的对死于卡廷屠杀军事菁英的纪念仪式

1991年，针对前苏联的最高军事检察院对彼得·索普鲁年科在卡廷惨案中所扮演的角色提出诉讼，此时的索普鲁年科已达83岁高龄，又将近失明，刚刚从癌症治疗中恢复。在审判中他使用了前纳粹德国安全部长恩斯特·卡尔滕布伦纳的对抗方式，比如拒绝签下自己的名字等等。
1998年6月，叶利钦和波兰总统亚历山大·克瓦希涅夫斯基达成同意在卡廷和梅德诺耶两处原内务部在俄罗斯境内的屠杀地点建造复合纪念碑。然而同年9月俄罗斯也提出了关于波苏战争中苏联战俘死于波兰的话题，期间大约有16,000名至20,000名苏联战俘由于传染病在波兰战俘营中死亡。一些俄罗斯官员认为这是一起“比得上卡廷的种族屠杀”而避而不谈波兰人仅有五万的战俘中也有同样的人数死在苏联战俘营中。类似声明早在1994年就已经浮现，令波兰人恼火的是，俄罗斯人试图开始“反对卡廷”和“维护历史平衡”。
2004年9月克瓦希涅夫斯基访问俄罗斯期间，俄罗斯官方称，所有卡廷的相关信息一旦解密，将立刻转交给波兰政府。
2005年，俄罗斯联邦最高检察院结束了对卡廷惨案长达十年之久的调查工作。军事检察院总检察长亚历山大·萨文科夫宣布调查结果确认三个苏联战俘营的14,542人中有1,803名波兰公民被处决。他也没有交代清楚7,000名非战俘营监狱中受害者的命运。萨文科夫称卡廷屠杀并非是种族屠杀，而应为此承担罪责的苏联官员已经过世，所以“完全没有用司法术语探讨它的基础”。在俄罗斯官方调查期间征集的183卷文件中的116卷，被宣布作为国家机密封存起来。

## 在文艺作品中

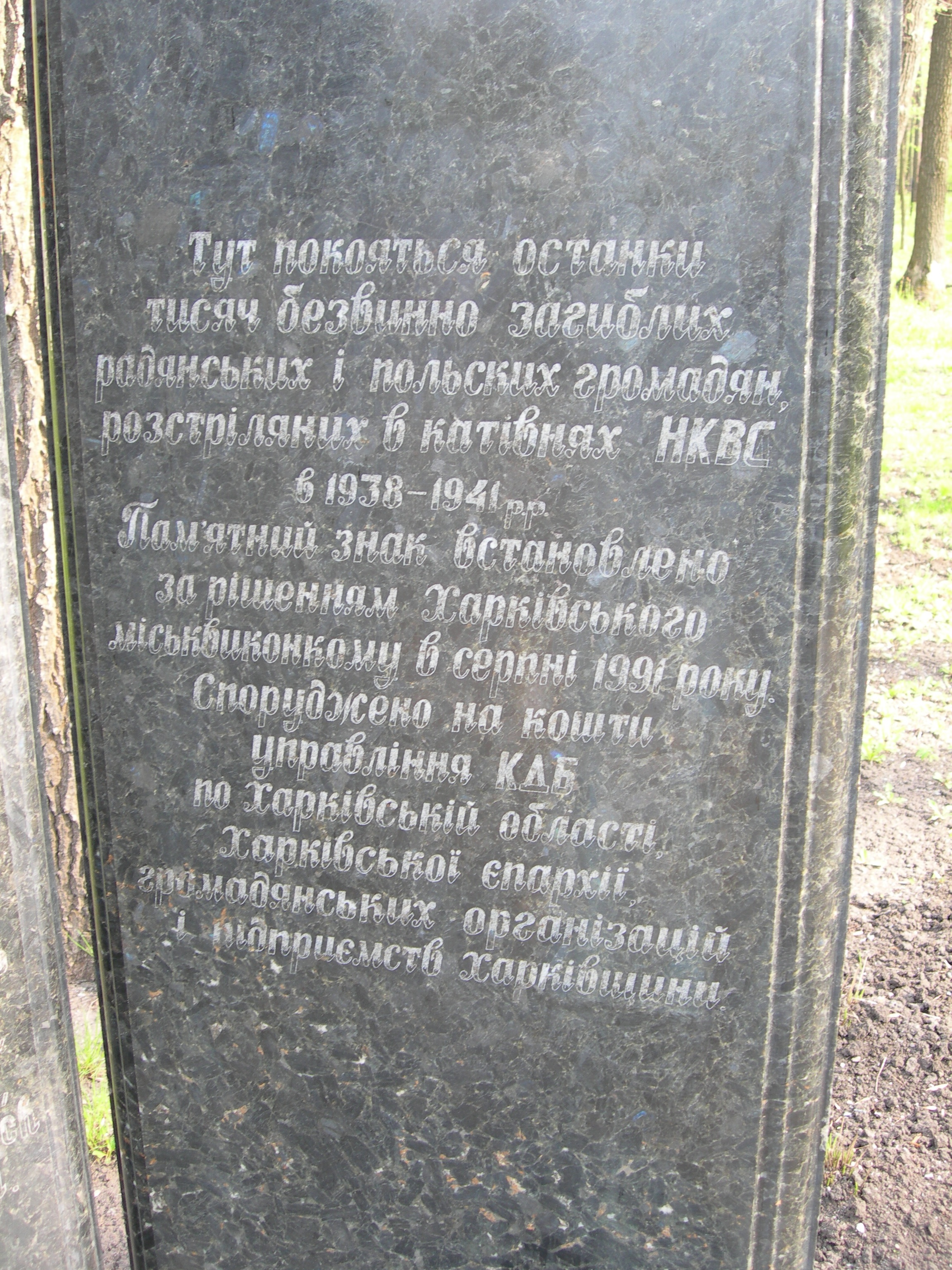
皮亚季哈特卡的卡廷－哈尔科夫纪念碑，入口处的石碑
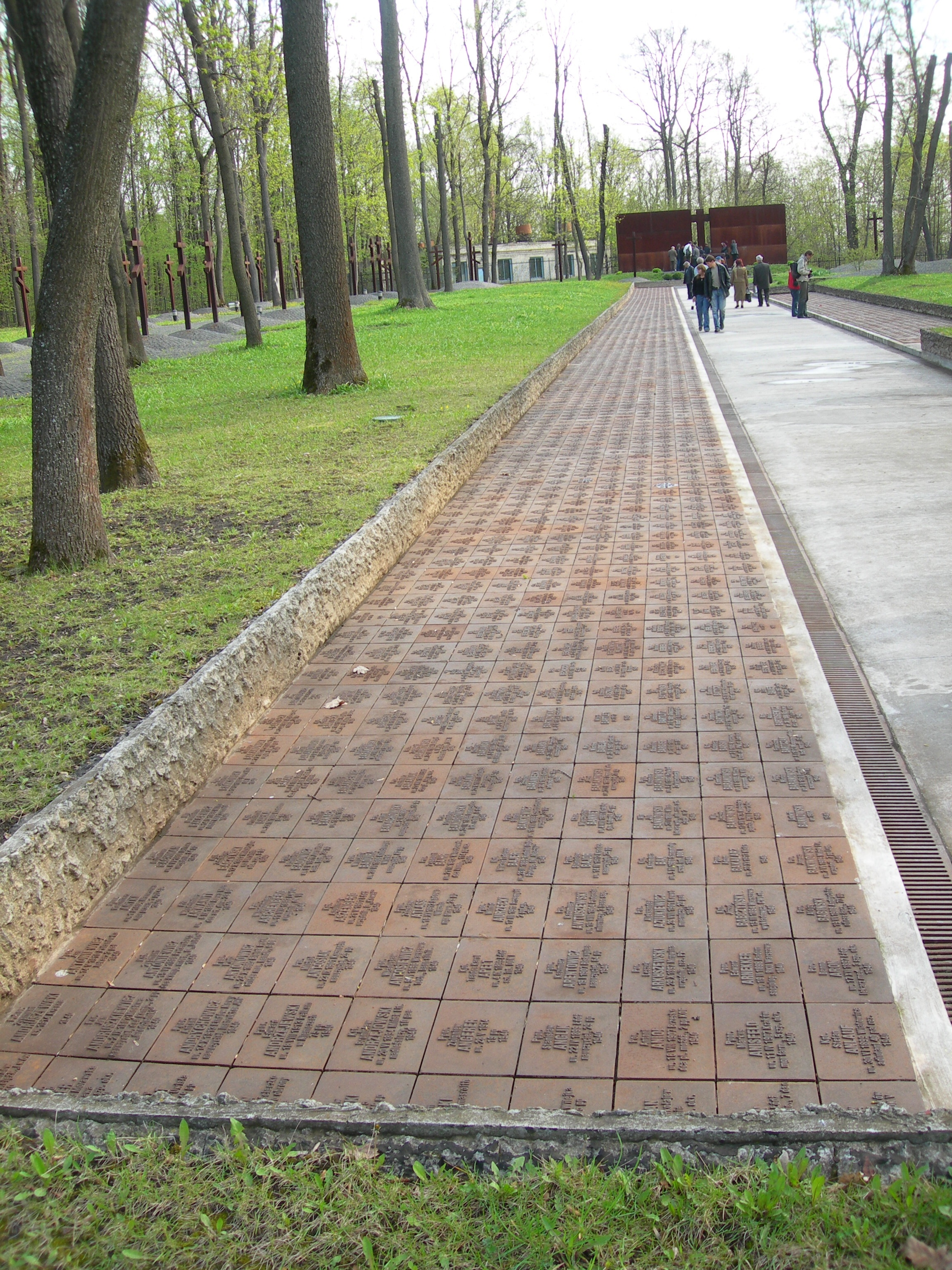
皮亚季哈特卡的卡廷－哈尔科夫纪念碑， 一排排的牌匾代表了每一个埋葬在这里的军官
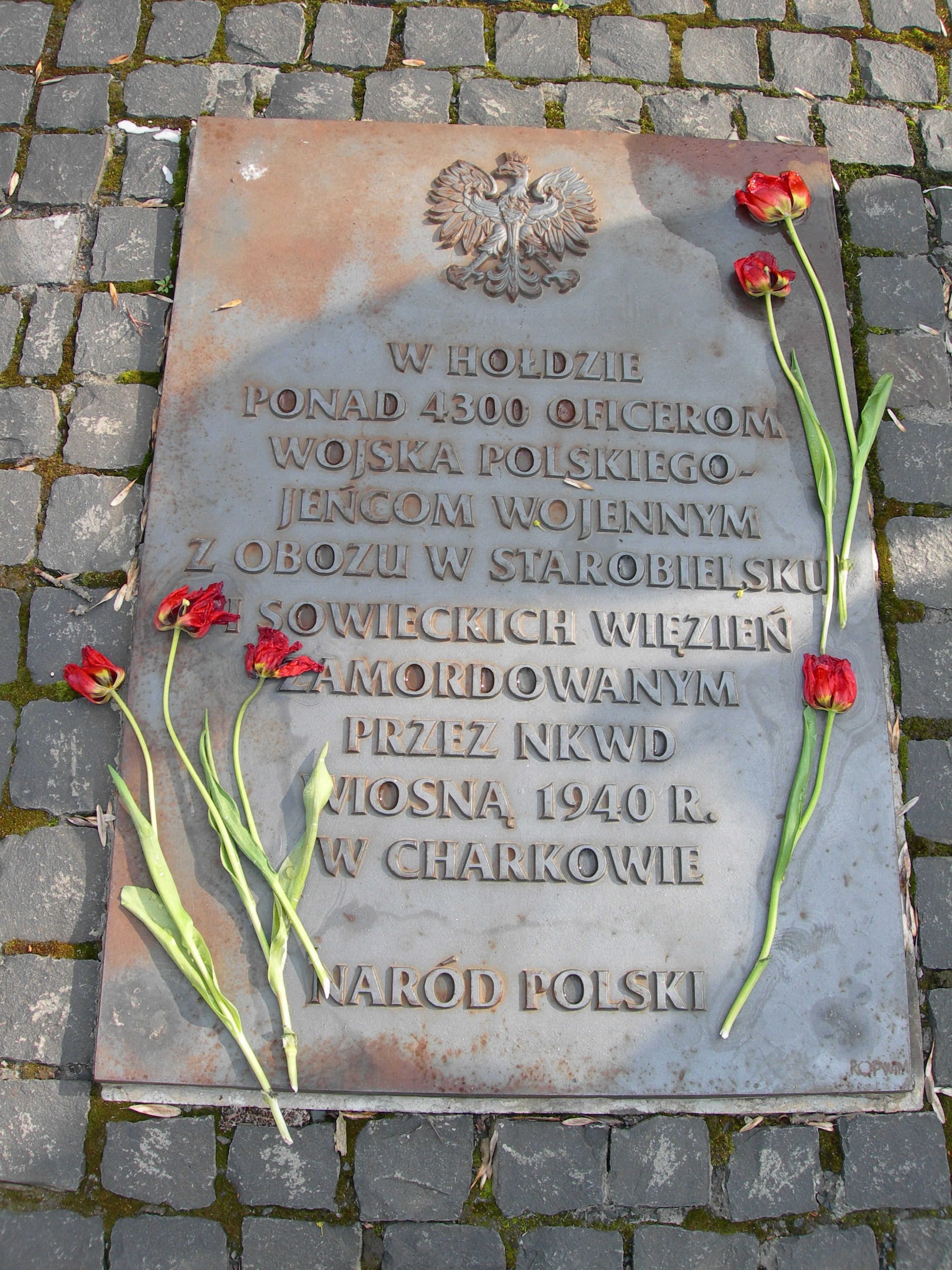
皮亚季哈特卡的卡廷－哈尔科夫纪念碑，来自波兰人民的纪念牌匾

卡廷惨案在很多文艺作品成为了主要元素，比如在W·E·B·格里芬《战争兄弟情》系列小说中的《中尉们》，还有罗伯特·哈里斯的小说《英格玛》及同名电影。波兰诗人亚采克·卡奇马尔斯基为卡廷事件创作了一首吟唱诗歌。南斯拉夫导演杜尚·马卡维耶夫在他1974年涉及性和政治的惊世骇俗的作品《甜蜜电影》中，使用了纳粹德国在卡廷森林记录的挖掘尸骨画面。波兰作曲家安德热·帕努夫尼克在1967年创作了名为《卡廷墓志铭》（Katyń Epitaph）的管弦乐来纪念卡廷惨案。
2000年，美国电影制片人史蒂文·托马斯·菲舍尔拍摄了名为《落叶的沉默》的公共服务广告来纪念卡廷惨案中的士兵，画面展现了深秋落叶的景象，由华沙出生的艺术家博热娜·杰德泽扎克（Bożena Jędrzejczak）用波兰语陈述，影片获得了艾美奖提名。
奥斯卡荣誉奖获得者波兰电影导演安杰伊·瓦依达，他的父亲雅库布·瓦依达是一名波兰军官，1940年的卡廷惨案中在哈尔科夫战俘营被内务部杀害。2007年9月21日，由阿克森电影工作室制作、安杰伊·瓦依达所导演的电影《卡廷惨案》在波兰上映。电影剧本取材于安杰伊·穆拉尔奇克的书《死后检查－卡廷的故事》，其中详述了一些被杀害的波兰军官的母亲、妻子、女儿的命运，并重现了卡廷森林惨案的情景。这部电影在2008年获得了奥斯卡最佳外语片奖提名。

## 近期发展
2010年2月4日，俄罗斯总理弗拉基米尔·普京邀请波兰总理唐纳德·图斯克前往卡廷公墓参加4月的纪念仪式。2010年4月7日，普京和应邀来访的图斯克共同参加了卡廷惨案70周年纪念活动。这是两国首次在此公墓举行联合纪念活动。普京谴责苏联为掩盖卡廷森林大屠杀事件而撒谎：“这样的罪行没有任何正当理由。”、“一个谎言被讲了数十年，但我们不能为此指责俄罗斯人民。”他还呼吁俄罗斯和波兰两国实现和解。图斯克称：“双方在和解的道路上还有一段路要走。”、“真相能动员两国人民寻找和解之路。我们是否能够将谎言转换成和解？我们必须相信，我们能够作到这一点。”
2010年4月10日，波兰总统莱赫·卡钦斯基和夫人带领波兰代表团一行88人在前往俄罗斯悼念卡廷大屠杀遇难者时，由于大雾及人为因素，乘坐的飞机在机场前约三百多米撞树坠毁，机上96人无一生还。
2010年11月26日，俄国议会下院批准发表一项声明，承认卡廷大屠杀是由斯大林亲自下令的。俄罗斯联邦共产党的杜马成员否认苏联要为卡廷大屠杀负责，并投票反对该声明。

## 纪念碑

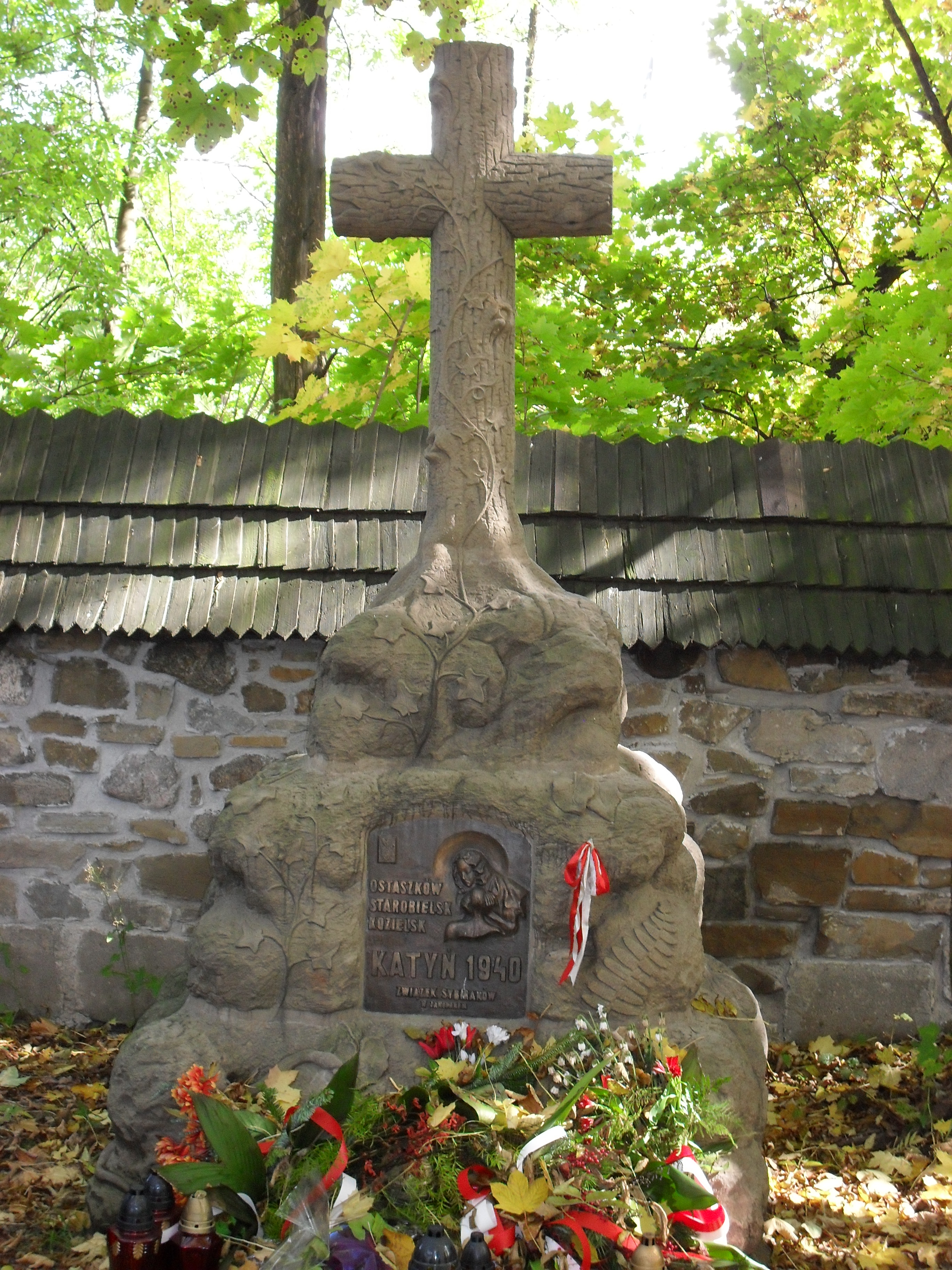
波兰扎科帕内的佩克索·布拉兹泽克公墓中的卡廷纪念碑

一些纪念卡廷惨案的雕塑在世界各地被建立起来。在英国，一项为卡廷修建主要纪念碑的计划遭到英国政府的反对。1976年9月，一个简单写有“卡廷 1940”字样的纪念碑出现在西伦敦的古納斯伯里公墓，但随后被地方议会反对并拆除。
不久后，英国的斯塔福德郡的坎诺克蔡斯又出现了一座墓碑，建造者斯蒂芬·斯坦泽维奇的父亲曾是波兰最高法院法官，在卡廷事件中被害。墓碑上面小石头的牌匾上写着：“纪念1940年卡廷森林里被屠杀的14,000名波兰军人和官员”。旁边摆着一个小玻璃瓶，里面装着华沙和卡廷森林的泥土。
位于美國马里兰州巴爾的摩的“国家卡廷屠杀纪念”组织修建了一座金色的纪念雕塑。密歇根州底特律市的波兰裔美国人在圣艾伯塔斯罗马天主教堂建立了一个十字型的白色石头小型纪念碑。新泽西州泽西市也有纪念卡廷屠杀的雕塑。

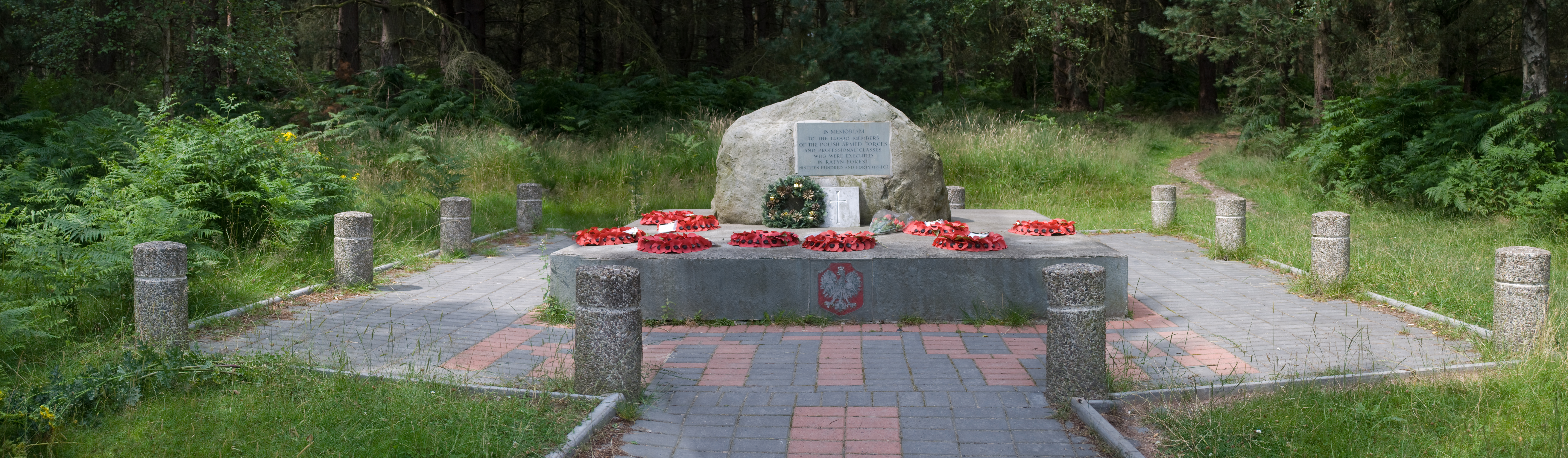
英国斯塔福德郡坎诺克蔡斯的卡廷惨案纪念碑

加拿大安大略省多伦多的波兰社区建造了大型金属雕塑来纪念卡廷惨案中的被害者。南非约翰内斯堡的纪念碑除了纪念卡廷惨案之外，还纪念了支援华沙起义的空投补给任务中的南非和波兰飞行员。
乌克兰哈爾科夫北方14公里外的皮亚季哈特卡建立了一座复合纪念碑来纪念卡廷惨案中被杀害的4,300名军官。这里曾是前苏联内务部机关的一角，尸体发掘后被重新埋葬在布满牌子的小路下，牌子上写着被害者的名字和出生地。铁制的纪念碑因生锈而变成红色，唤醒了人们对血案的回忆。

## 原始文档
已经证实的与卡廷大屠杀相关的苏联文档拷贝（第二页为签署后的死刑执行命令文件，签署人为苏共中央总书记约瑟夫·斯大林、人民委员会主席维亚切斯拉夫·莫洛托夫、国防人民委员克里门特·伏罗希洛夫、阿那斯塔斯·米高扬）：

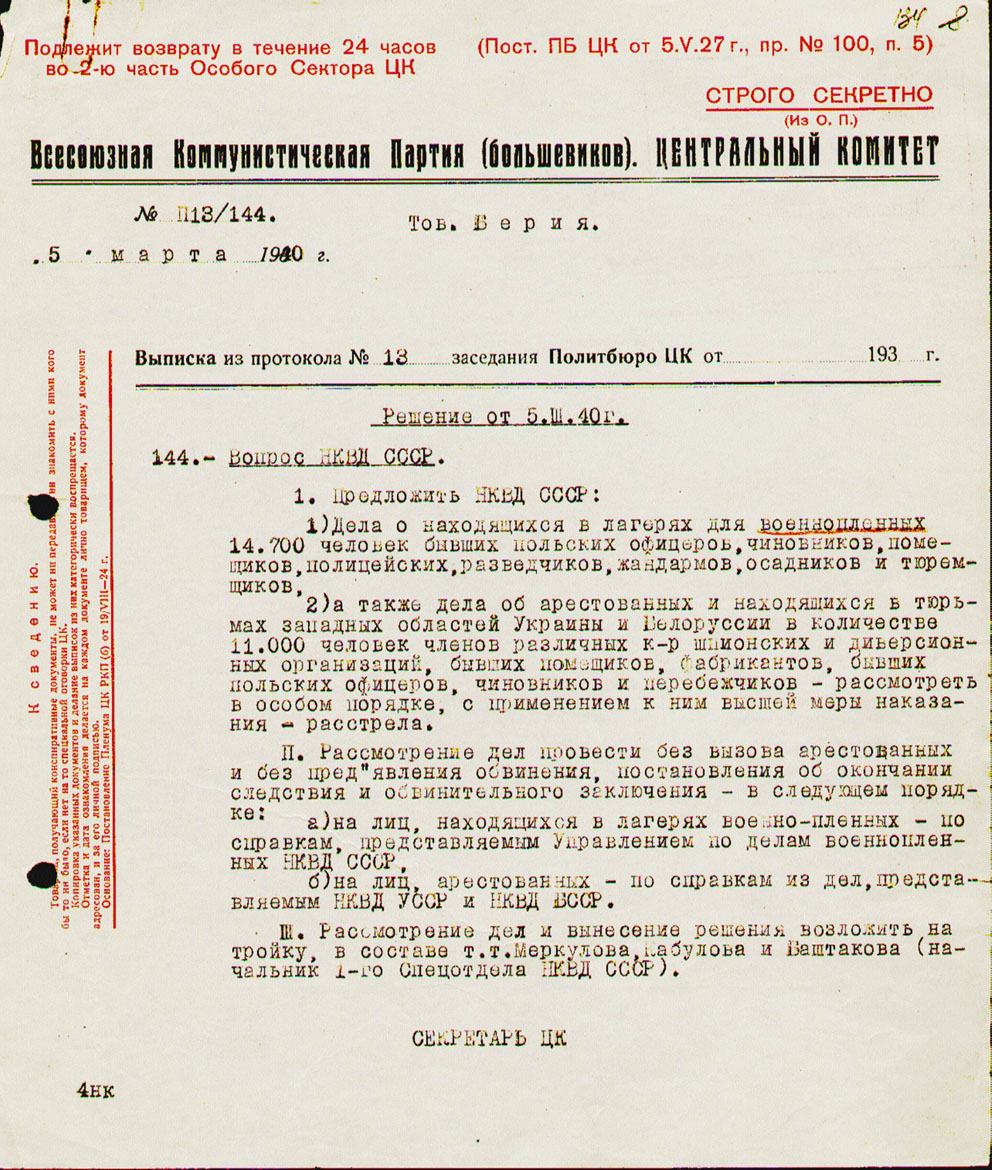
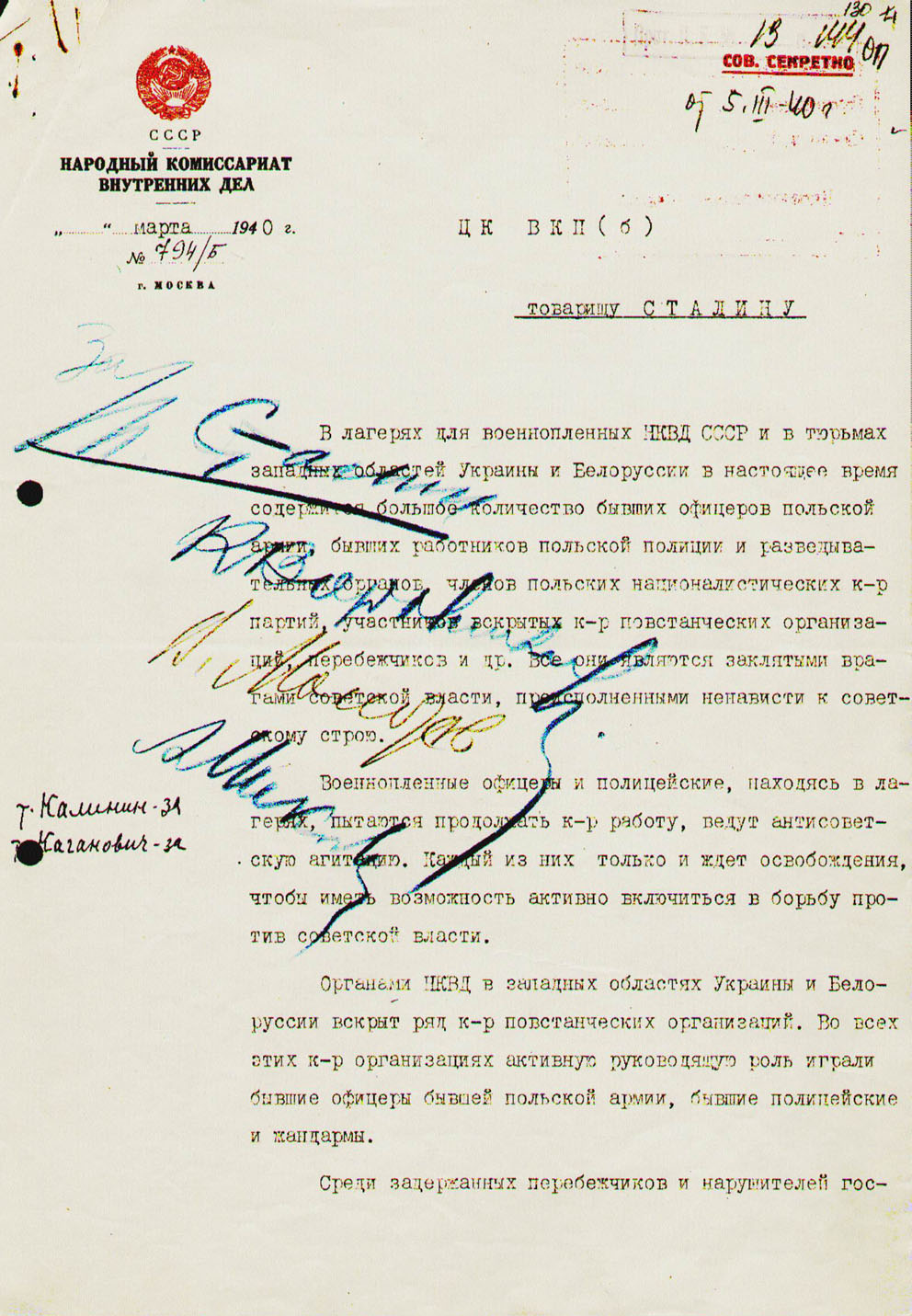
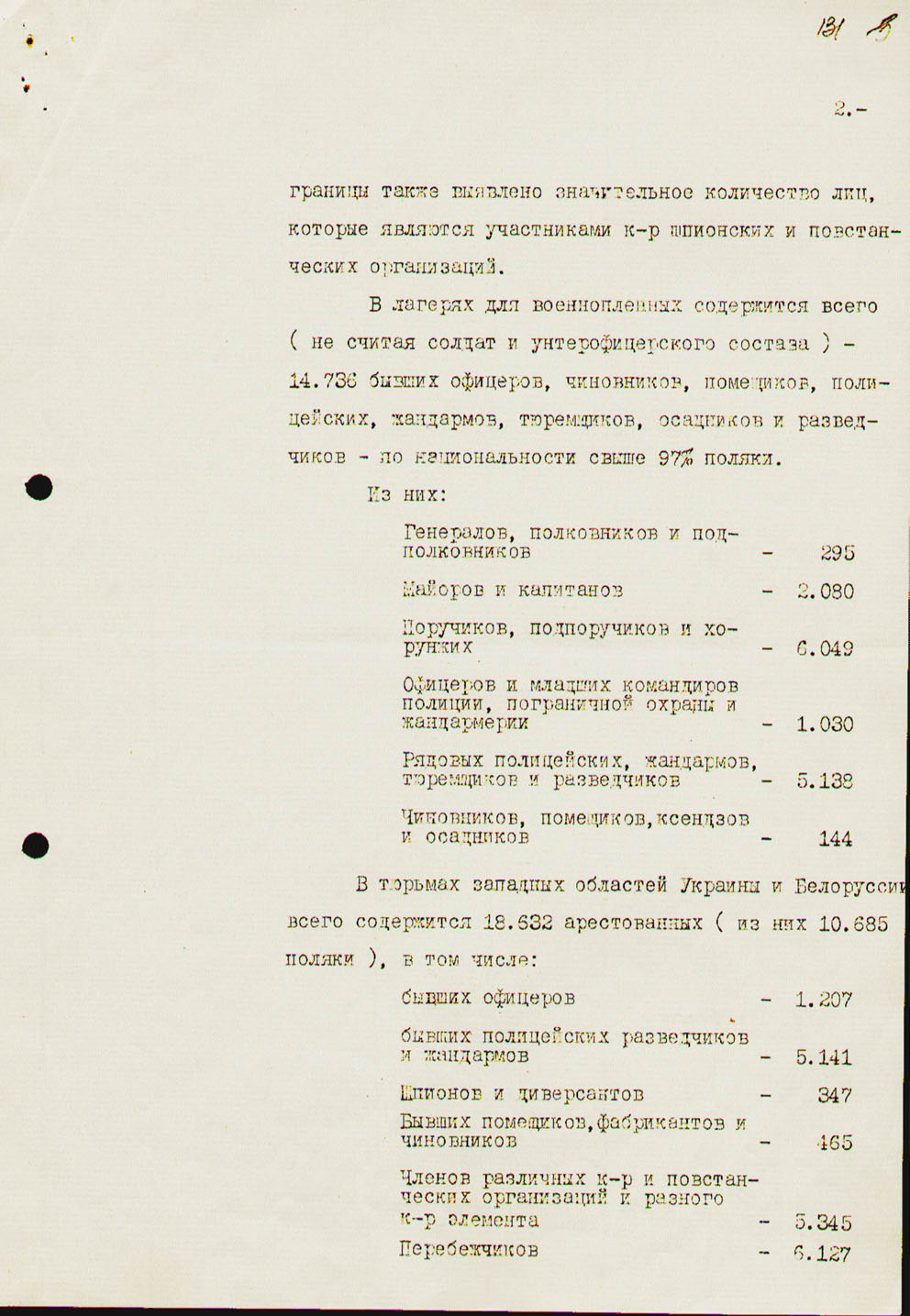
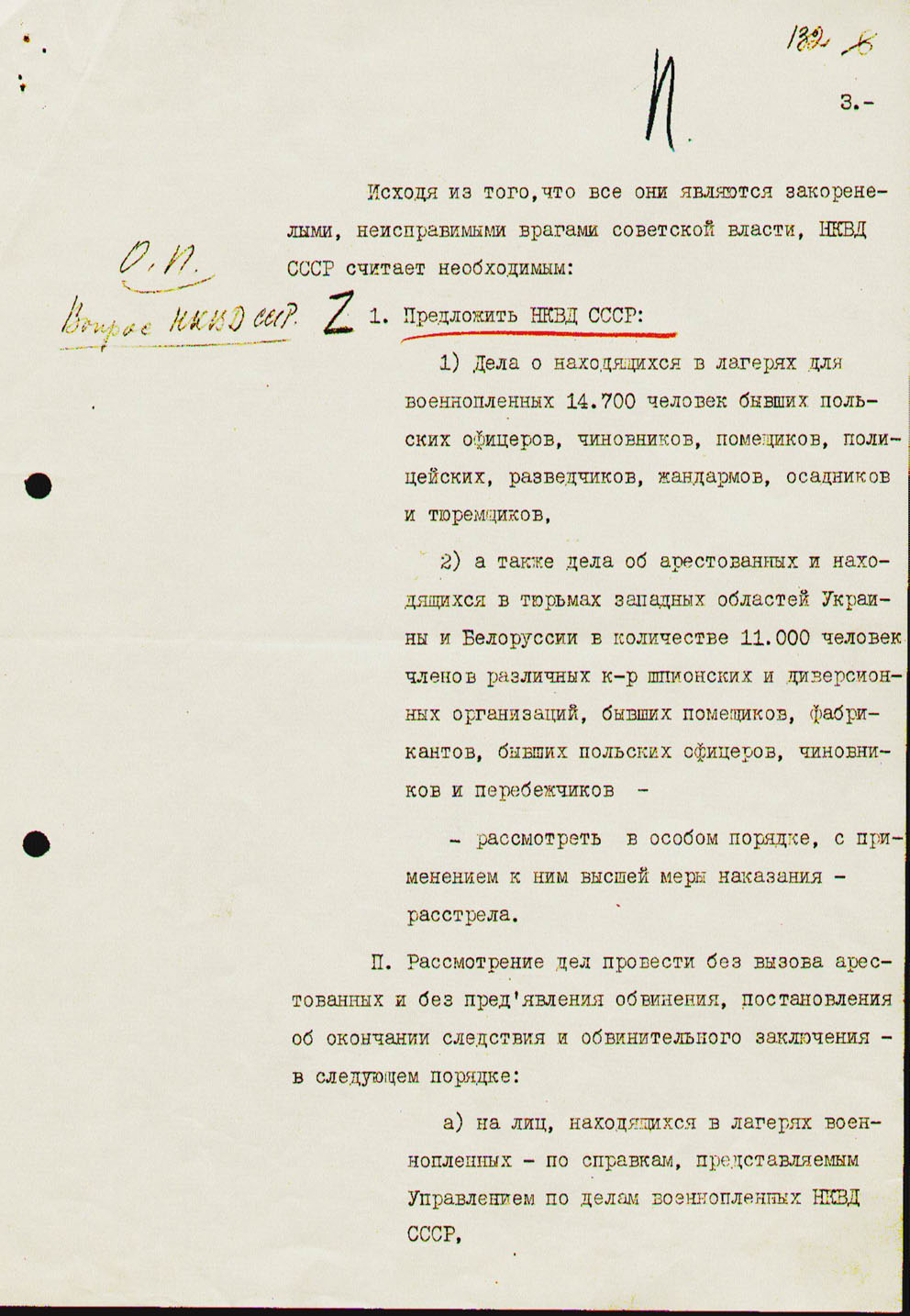
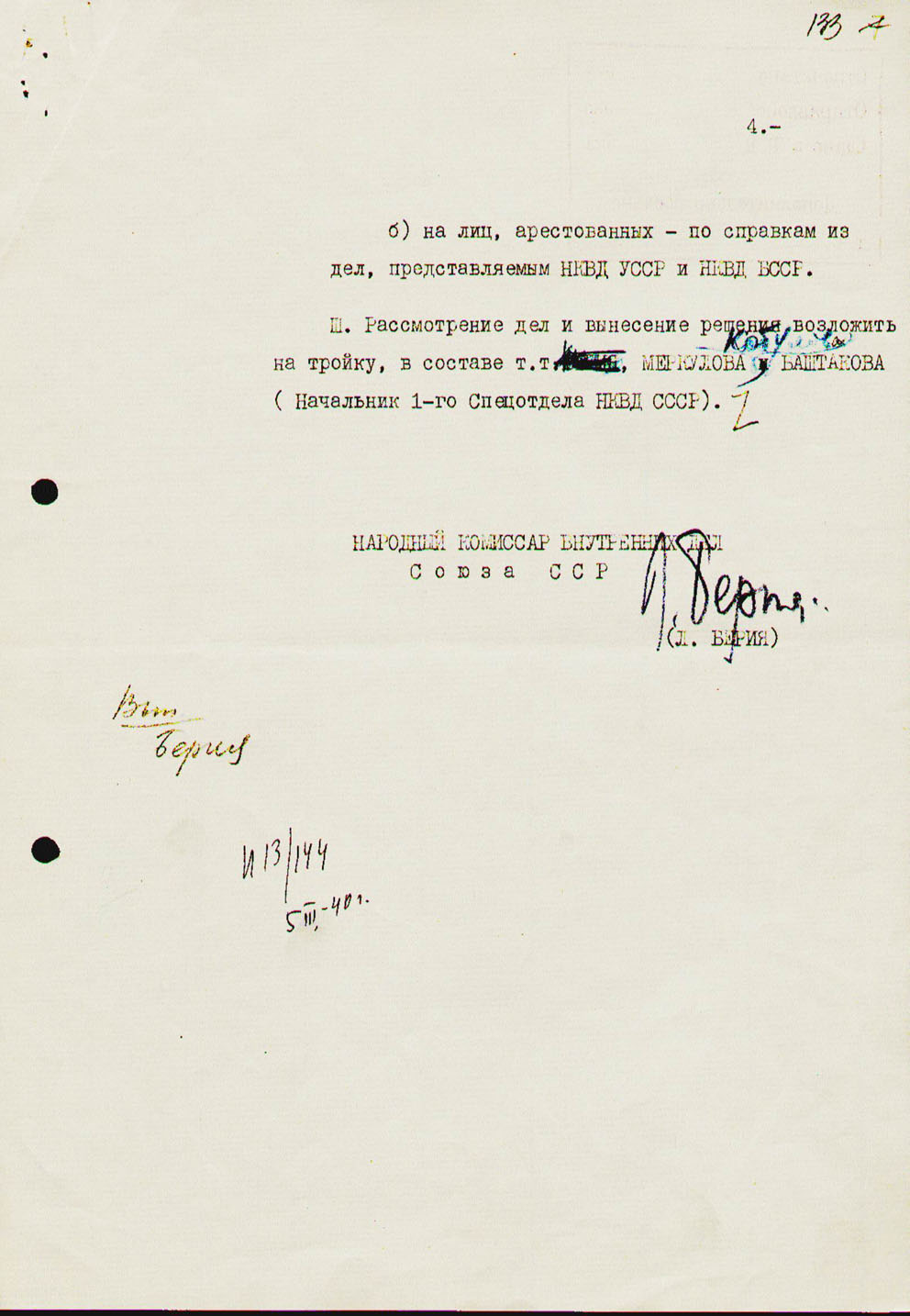

## 对案件的否认
近年来，俄罗斯官方开始否认此事件是由苏联所为。俄罗斯联邦检察总长的一项调查称，苏联需要为卡廷大屠杀负责，但只承认有1,803名波兰公民死亡，并拒绝将其承认为战争罪行或种族屠杀，以屠杀参与者已经去世为由终止了调查。 俄罗斯人权组织“纪念”发表声明称调查结果不可信，認為至少有14,500人遇害，而不是俄羅斯官方表示的1,803人。
2024年4月11日，俄罗斯联邦安全局斯摩棱斯克地区管理局称该惨案中的波兰人实际是由德国处决，以及德国伪造了档案诬陷由苏联所为。这批解密档案还表示，德国不仅捏造了所谓苏联参与1940年大规模处决波兰士兵和军官的“卡廷事件”，而且还在媒体上大肆宣传。这批档案里还公开了一些被德国囚禁的波兰人的回忆。虽然此前俄罗斯民间一直有此种说法，但这是第一次官方解密文件支持此种说法。此举遭致波兰的反对。